# سفارة أذربيجان في السويد
سفارة أذربيجان في السويد هي أرفع تمثيل دبلوماسي لدولة أذربيجان لدى السويد. تقع السفارة في ستوكهولم وهي تهدف لتعزيز المصالح الأذربيجانية في السويد.

## وصلات خارجية
- قائمة سفارات أذربيجان
- قائمة السفارات في السويد